# Плимът (Ню Хампшър)
Вижте пояснителната страница за други значения на Плимът.
Плѝмът (на английски: Plymouth, произнася се ˈplɪməθ) е град в окръг Графтън, Ню Хампшир, Съединени американски щати. Основан е през 18 век на мястото на съществувало по-рано индианско селище. Първоначално е наречен Ню Плимът по името на масачузетския град Плимът. Населението му е 6752 души (по приблизителна оценка от 2017 г.).

## Личности
Починали
- Натаниел Хоторн (1804 – 1864), писател